# Путь Мури
«Путь Мури» — роман-притча писателя современной русской литературы Ильи Бояшова. Победитель премии «Национальный бестселлер» 2007 года.

## Общая информация
Первое издание романа «Путь Мури» было оформлено к выпуску издательством Лимбус Пресс в Москве в 2007 году. В дальнейшем книга постоянно выпускалась отдельным тиражом. Роман рассчитан на массового читателя и популярен у него.
Илья Бояшов постарался в одном произведении разместить набор этюдов, которые повествуют о теме пути и цели. Писатель демонстрирует, что постоянное движение — удел всего живого, и каждый из нас в этом не исключение. Очень часто место насиженное не приносит счастья и удовлетворения от жизни. В этом романе всё и все находятся в состоянии поиска.

## Сюжет
Название этого романа не уводит читатель в какую-либо тайну. Имя героя кота — Муря. А само произведение о том, как животное покинув родную, но искалеченную Боснию следует в счастливую и уютную Финляндию. На страницах встречаются разные герои, их жизненные ситуации и размышления. Полёт арабского шейха вокруг Земли, миграция кита, работа дальнобойщик в условиях снежной Европы, поездка немецкой студентки домой к родителям и ещё множество других историй — всё это и является составляющим произведения.
Этот роман смело можно назвать «веселой книжкой». Смешного здесь ничего нет, но радости хватает. Иногда, переворачивая страницу, испытываешь секунды счастья, а улыбка посещает твоё лицо. Многие отмечают схожесть романа с фильмами Эмира Кустурицы. И дело не только в живописных балканских пейзажах., но и, как в фильмах сербского таланта, широко цветёт древо жизни и из каждой фразы жизнь выплёскивается неуправляемым потоком. Нужно отметить, что в романе нет чрезмерного философствования или натянутого заумствования — это добрый и простой, честный и интересный расска-наблюдения пушистого героя.

## Критика
Писатель современности Вадим Левенталь развёрнуто исследовав роман, пришёл к выводу:
Какой путь ждет эту книгу и куда он ее приведет — тайна. Но кажется, заложенных в ней эмоционального заряда, мудрости и очарования легко хватило бы на то, чтобы коту Муре встать в hall of fame любимых притч человечества рядом хоть бы даже и с Маленьким Принцем, так что дело за удачным расположением звезд.

## Награды
- 2007 — Национальный бестселлер, победитель[5].